# Панин, Александр Николаевич (конструктор)
Александр Николаевич Панин (род. 3 октября 1948, СССР) — российский конструктор бортового оборудования летательных аппаратов военного назначения, генеральный директор и главный конструктор ЗАО «Гефест и Т», Герой Труда Российской Федерации (2017).

## Биография
Родился 3 октября 1948 года. Окончил Московский авиационный институт имени С. Орджоникидзе в 1976 году.
Специалист в области разработки и производства технических средств обеспечения эксплуатации летательных аппаратов военного назначения, автоматизированных систем управления верхнего уровня, систем отображения информации и вычислительных систем, систем информационного обмена и программного обеспечения, обеспечивающих выполнение задач навигации, управления полётом, прицеливания и применения оружия, систем бортовых устройств регистрации параметров, бортовых автоматизированных систем контроля, наземных автоматизированных средств подготовки полётных данных, обработки полётной информации и эксплуатационного контроля, а также средств подготовки авиаспециалистов. 
В 1992 году создал и возглавил ЗАО «Гефест и Т», ведущее работы оборонного значения. 
Большинство созданных систем засекречены. Известны: модернизация оборудования и создание СВП-24 для фронтового бомбардировщика Су-24МК, а также аналогичная система для бомбардировщика Ту-22МЗ. Также система СВП-24 применяется на вертолётах Ка-50 и Ка-52. Боевая система СВП-24 прошла успешные испытания на Северном Кавказе в ходе контртеррористической операции.
Живёт и работает в городе Жуковский, Московская область.

## Награды
- Герой Труда Российской Федерации (2017)[3]